# Fuendetodos

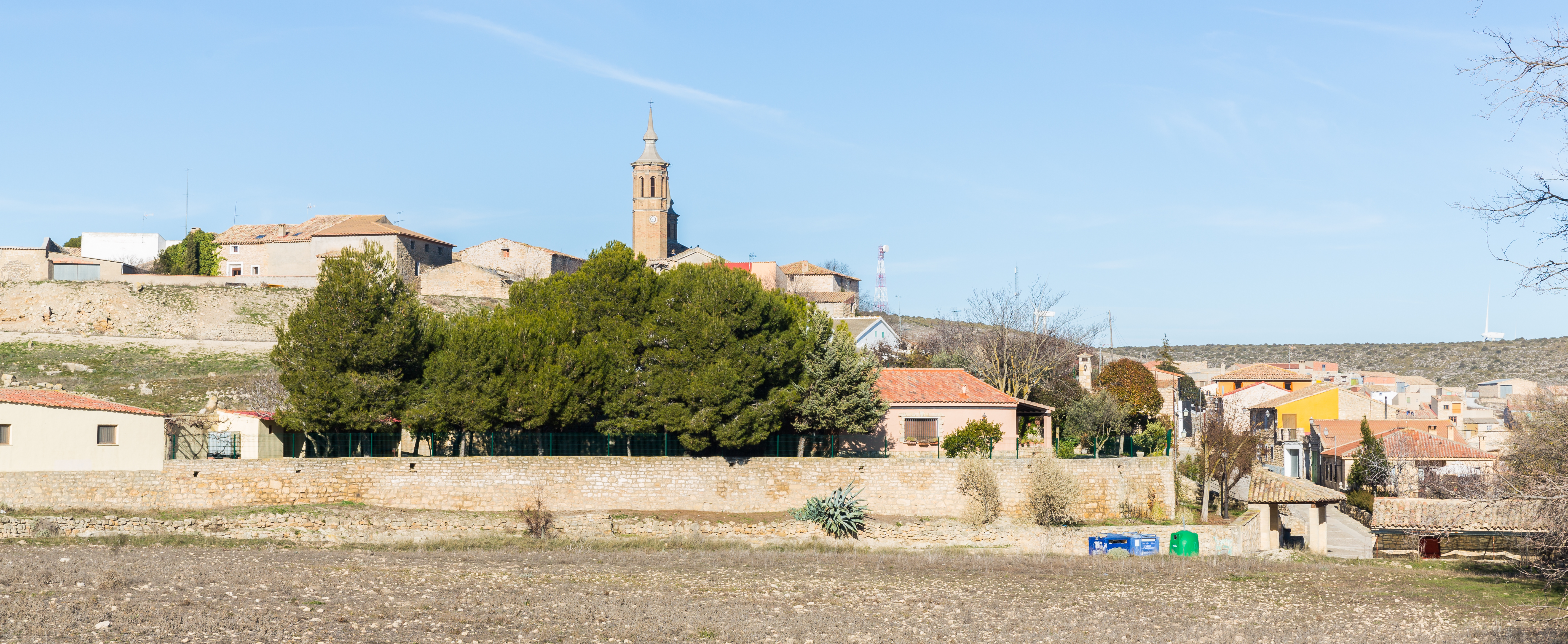
Vista desde la entrada a la localidad

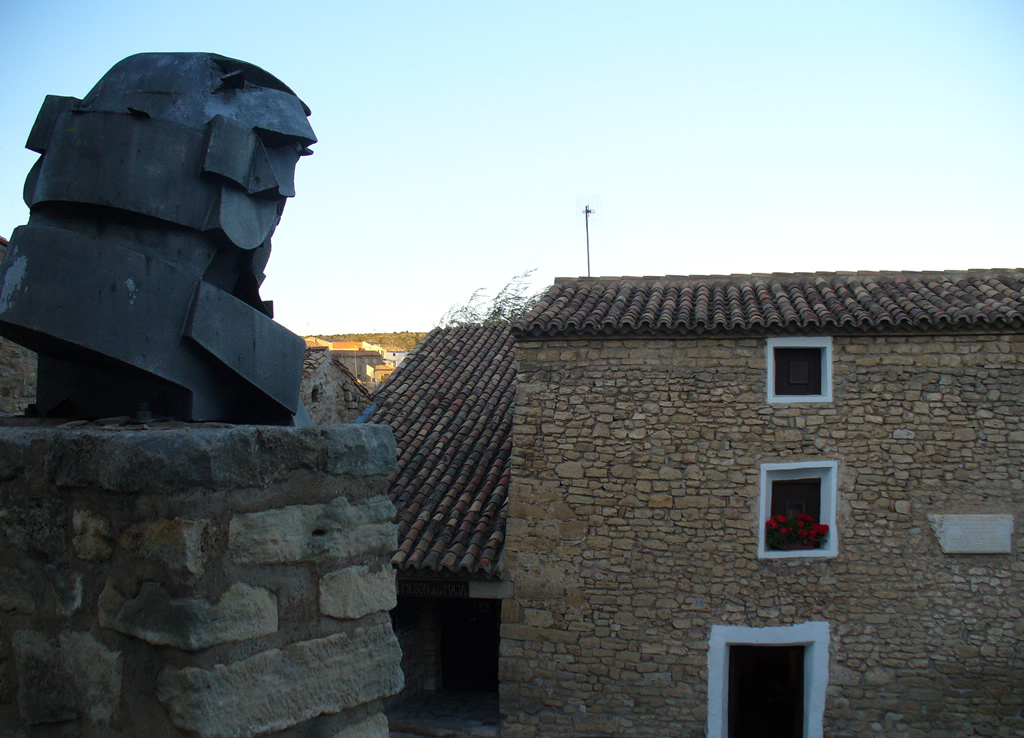
Estatua de Francisco de Goya frente a su casa natal

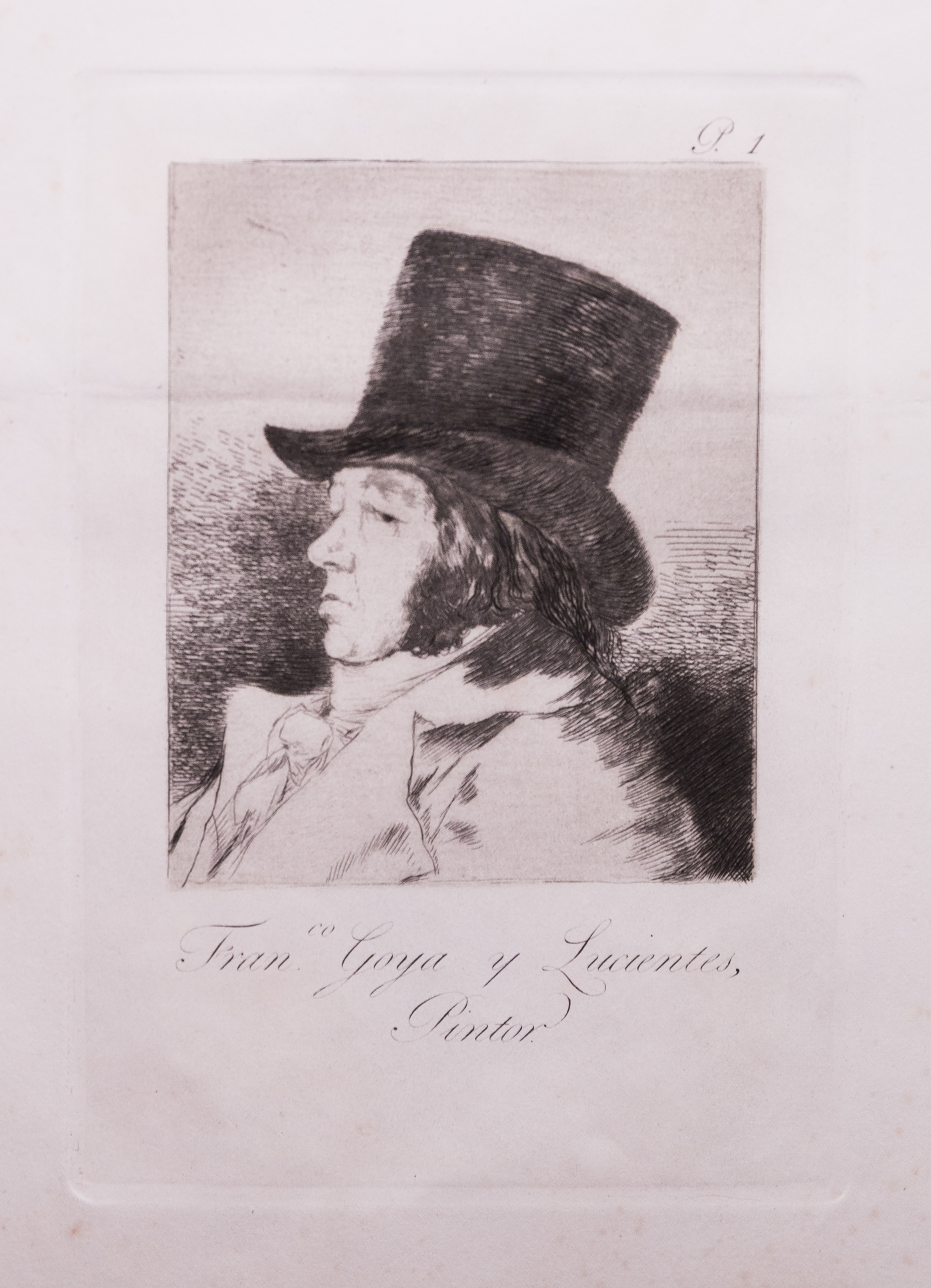
Grabado de Francisco de Goya que se puede contemplar en el museo de la localidad

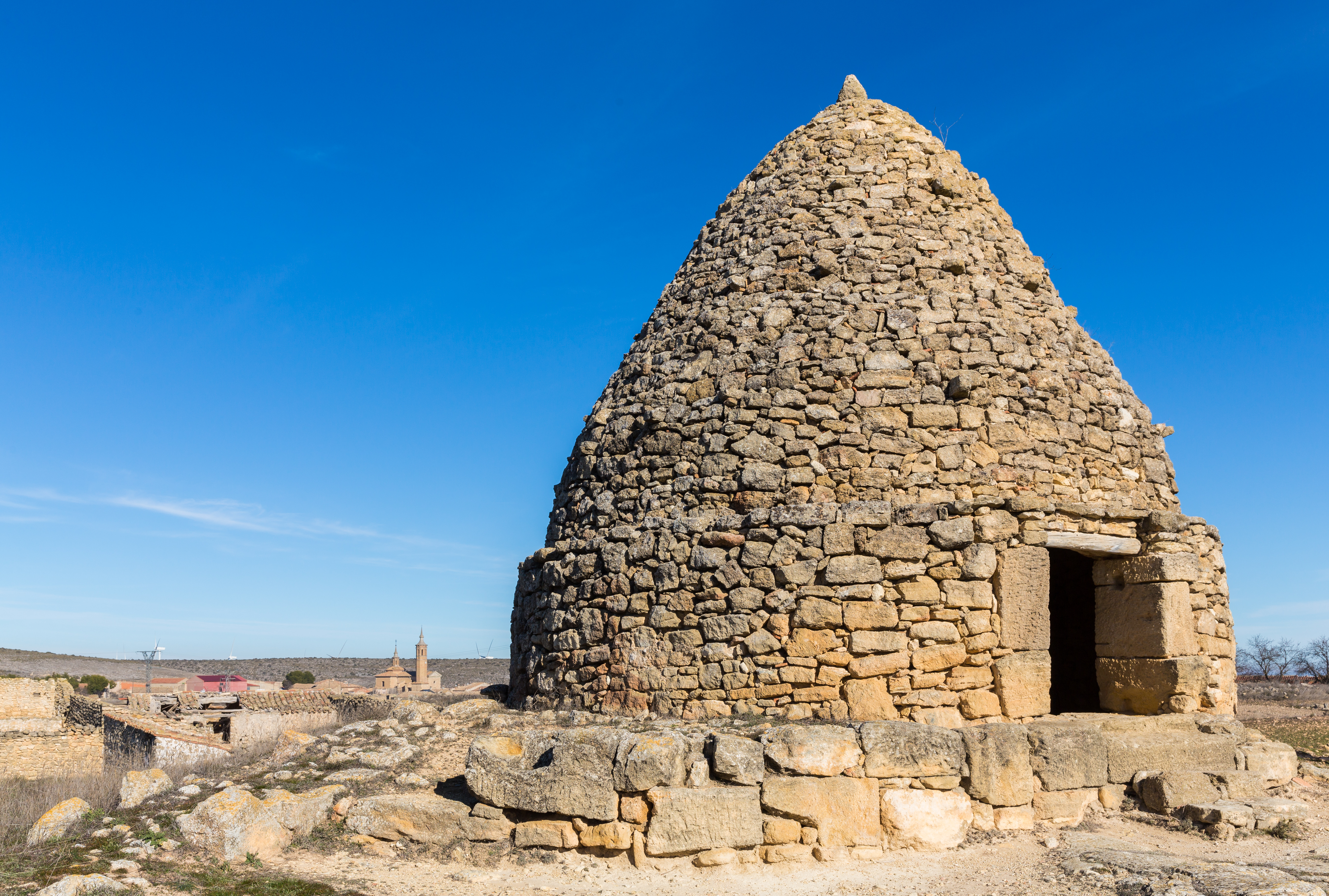
Nevera de la Culroya

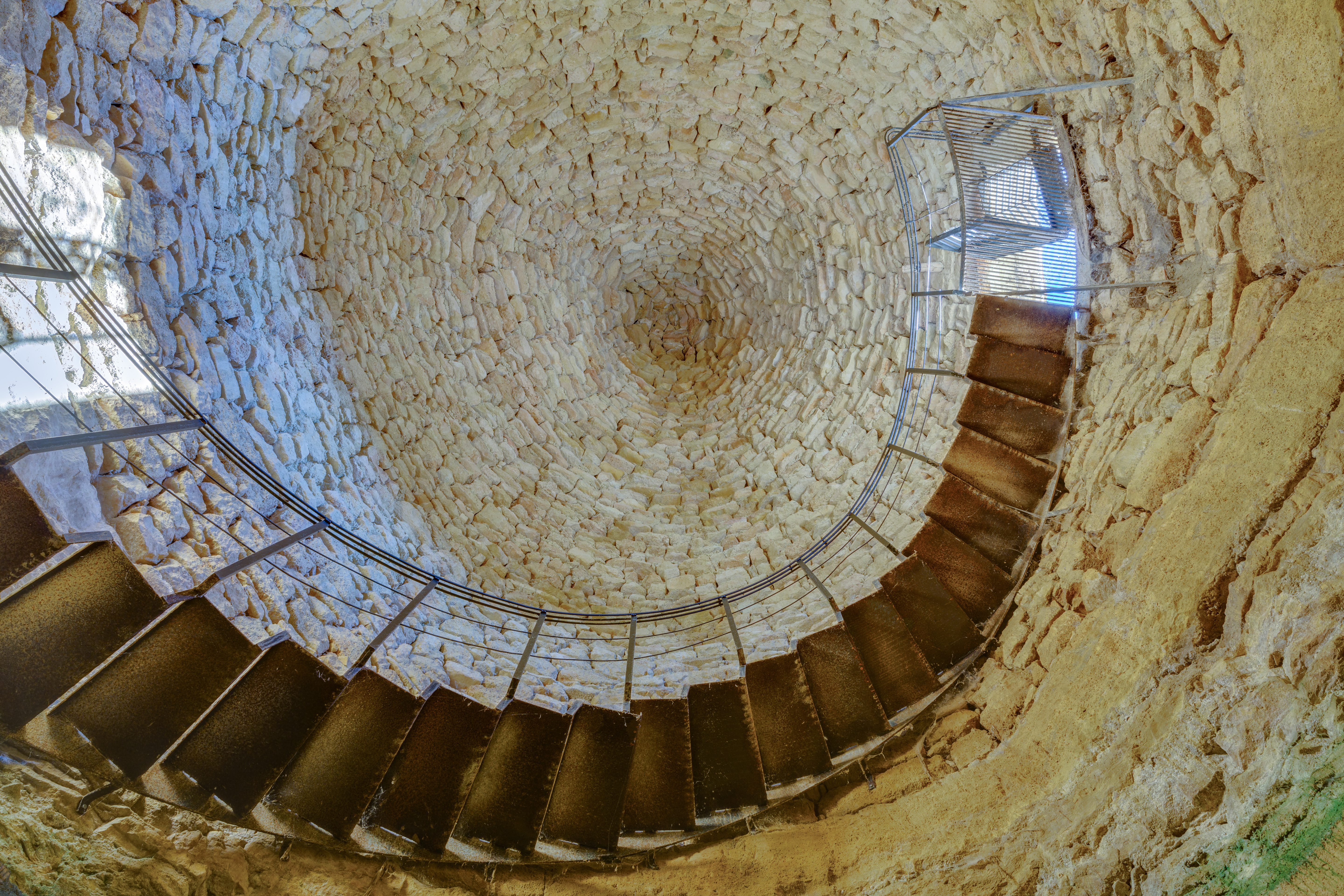
Vista de la nevera desde el interior

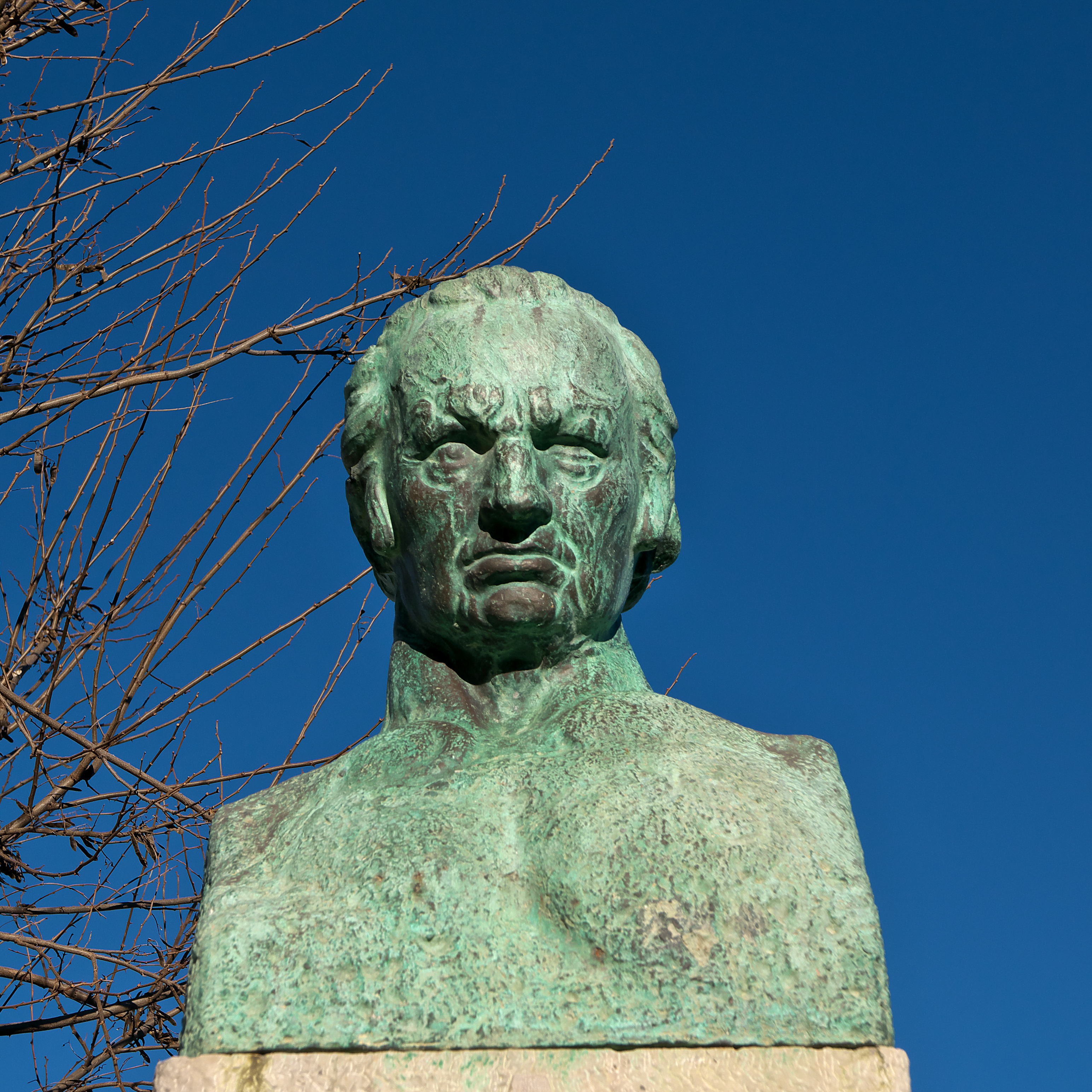
Francisco de Goya. Julio A. Rodríguez Hernández, bronce (1920)

Fuendetodos es una localidad y municipio de la provincia de Zaragoza, en la comunidad autónoma de Aragón (España). Es conocida porque en ella nació el pintor español Francisco de Goya en el año 1746.

## Geografía
Fuendetodos se sitúa en la comarca aragonesa de Campo de Belchite, 44 kilómetros al sudoeste de Zaragoza.
Buena parte del municipio está cubierto por pinar natural de Pinus halepensis (pino carrasco), conservado por pertenecer durante siglos a los Condes de Fuentes, pasando posteriormente a propiedad municipal. Carrascas o encinas salpicadas por las sierras atestiguan presencia previa del carrascal. El matorral mediterráneo de romeral, con abundancia de sabina negra, enebro de la miera, espliego, salvia y otras matas esclerófilas, se reparte el territorio con el coscojar. Destacan la hoces, focinos y focinicos, abruptos barrancos excavados en la dura caliza del Jurásico por las aguas de escorrentía, en los que se refugia una flora muy sorprendente en el entorno seco de Fuendetodos, con bosques caducifólios de almeces, arces de montpellier, terebintos y guillomos, en los que pueden encontrarse cinco especies de helechos.

## Historia
El nombre de este pueblo se debe a la Fuente Vieja (la fuente de todos) y en un principio se llamó Fuentedetodos. Desde el siglo XIV la villa era dominio de la familia Fernández de Heredia, conocidos como Condes de Fuentes.

## Demografía
Fuendetodos cuenta con una población de 145 habitantes (INE 2024).
| Gráfica de evolución demográfica de Fuendetodos entre 1842 y 2021                                                   |
| |
| Población de derecho según los censos de población del INE Población de hecho según los censos de población del INE |

## Economía
La población se ha dedicado tradicionalmente a la agricultura de secano y la ganadería de ovino y caprino. Durante siglos, se explotaron las canteras de piedra caracoleña, una caliza del Mioceno, rica en fósiles y con una porosidad característica, exclusiva de Fuendetodos y utilizada desde época romana en muchos edificios de la zona de Zaragoza. Dejó de explotarse a finales del siglo XX.También fue importante la industria del hielo (llegó a haber 22 neverones o neveras que vendían el hielo principalmente a los mercados zaragozanos) proporcionaron importantes ingresos al pueblo. Hoy en día ha adquirido mayor importancia la producción de energía eólica y sobre todo los servicios derivados del turismo (20.000 visitantes anuales).

## Administración y política
| Período   | Alcalde               | Partido |  |
| --------- | --------------------- | ------- |  |
| 1979-1983 | Martín Gracia Abad    | PAR     |  |
| 1983-1987 |                       |         |  |
| 1987-1991 |                       |         |  |
| 1991-1995 |                       |         |  |
| 1995-1999 |                       |         |  |
| 1999-2003 |                       |         |  |
| 2003-2007 |                       |         |  |
| 2007-2011 |                       |         |  |
| 2011-2015 | Enrique Salueña Mateo | CA      |  |
| 2015-2019 | Enrique Salueña Mateo | CA      |  |

| Partido político    | Partido político                                   | 2003   | 2007   | 2011   | 2015   |
| Partido político    | Partido político                                   | Ediles | Ediles | Ediles | Ediles |
|                     | Compromiso con Aragón (CA)                         | —      | —      | —      | 3      |
|                     | Partido de los Socialistas de Aragón (PSOE-Aragón) | 4      | 5      | 5      | 2      |
|                     | Partido Popular de Aragón (PP)                     | 1      | —      | —      | —      |
|                     | Partido Aragonés (PAR)                             | —      | —      | —      | —      |
|                     | Chunta Aragonesista (CHA)                          | —      | —      | —      | —      |
|                     | Bloque Aragonés                                    | —      | —      | —      | —      |
|                     | Izquierda Unida (IU)                               | —      | —      | —      | —      |
| Total de concejales | Total de concejales                                | 5      | 5      | 5      | 5      |

## Lugares de interés

### Casa natal de Goya y el Museo del Grabado
La casa donde nació el gran pintor español fue construida a principios del siglo XVIII. A escasos metros se ha establecido el Museo del Grabado, inaugurado en 1989, donde se exhibe la obra gráfica de Goya y todo lo relacionado con las técnicas de grabado.

### Espacio de naturaleza Fuendeverde
En la parte más alta del pueblo, junto a las ruinas del antiguo castillo de Fuendetodos, se encuentra el Espacio de Naturaleza Fuendeverde. Un centro dedicado a dar a conocer la gran biodiversidad de flora y fauna de Fuendetodos, así como la riqueza y variedad de los hábitats que se encuentran en el entorno natural del municipio.
Cuenta con un espacio museístico con una sorprendente exposición y un aula de naturaleza, donde se realizan talleres para todos los públicos, además de actividades de educación ambiental. También desde Fuendeverde se organizan rutas guiadas para conocer los valores naturales e históricos de Fuendetodos.

### Neverones
Se les llaman neverones o neveras a unas construcciones de piedra del siglo XVIII donde se almacenaba la nieve que caía en invierno, para más tarde consumir el hielo en verano. Hoy en día pueden visitarse los restos que permanecen en Fuendetodos, aunque la más conocida es la Culroya, pues es la única que queda entera.
- Véase Nevero artificial

### Iglesia de Ntra. Sra. de la Asunción
Situada en la entrada del pueblo, fue construida en el siglo XVIII, aunque gran parte de ella resultó destruida durante la guerra civil española (1936-1939) y tuvo que ser reconstruida posteriormente. La pila bautismal, donde Goya fue bautizado, se sigue conservando hoy en día.

### Estatuas de Goya
En Fuendetodos se pueden encontrar dos estatuas dedicadas al pintor. En la primera se encuentra un busto de Goya de bronce sobre un basamento de tres metros y medio de altura, de jaspe azulado sin pulir, extraído de las canteras de Codos. Este monumento fue proyectado en 1920 por Julio Antonio y pagado por Ignacio Zuloaga y sus amigos de Zaragoza. Debajo de la dedicatoria: A GOYA, pueden leerse estas palabras: Para que el espíritu del artista inmortal, que la gloria extendió por todo el mundo, vivan en el pueblo que el vio nacer. Y más abajo puede leerse: Erigen este monumento Ignacio Zuloaga y sus amigos. 19 de octubre de 1920. La otra escultura está colocada en frente de su Casa Natal, de 1978 (obra de José Gonzalvo Vives).

### Obra de los moros
Con este nombre se conocen los restos del castillo medieval de Fuendetodos. A pesar de su nombre popular, fue construido tras la reconquista por los cristianos siglo XIII, construido en tapial y situado en el oeste.
Desde su abandono y reaprovechamiento como cantera para la construcción de la iglesia de Ntra. Sra. de la Asunción en el siglo XVIII, se aprovecharon sus torres y muros para hacer pajares y cuadras. Una granja construida en los años 70 sobre parte del castillo se está convirtiendo en el Espacio de Naturaleza Fuendeverde.

### Galería de arte ARTEfuendetodos
Punto de encuentro para artistas y amantes del arte y en sus cuatro salas de exposiciones se pueden ver obras de grandes maestros del arte contemporáneo.

### El Val
A las afueras del pueblo, en dirección oeste, se sitúa un antiguo lavadero.

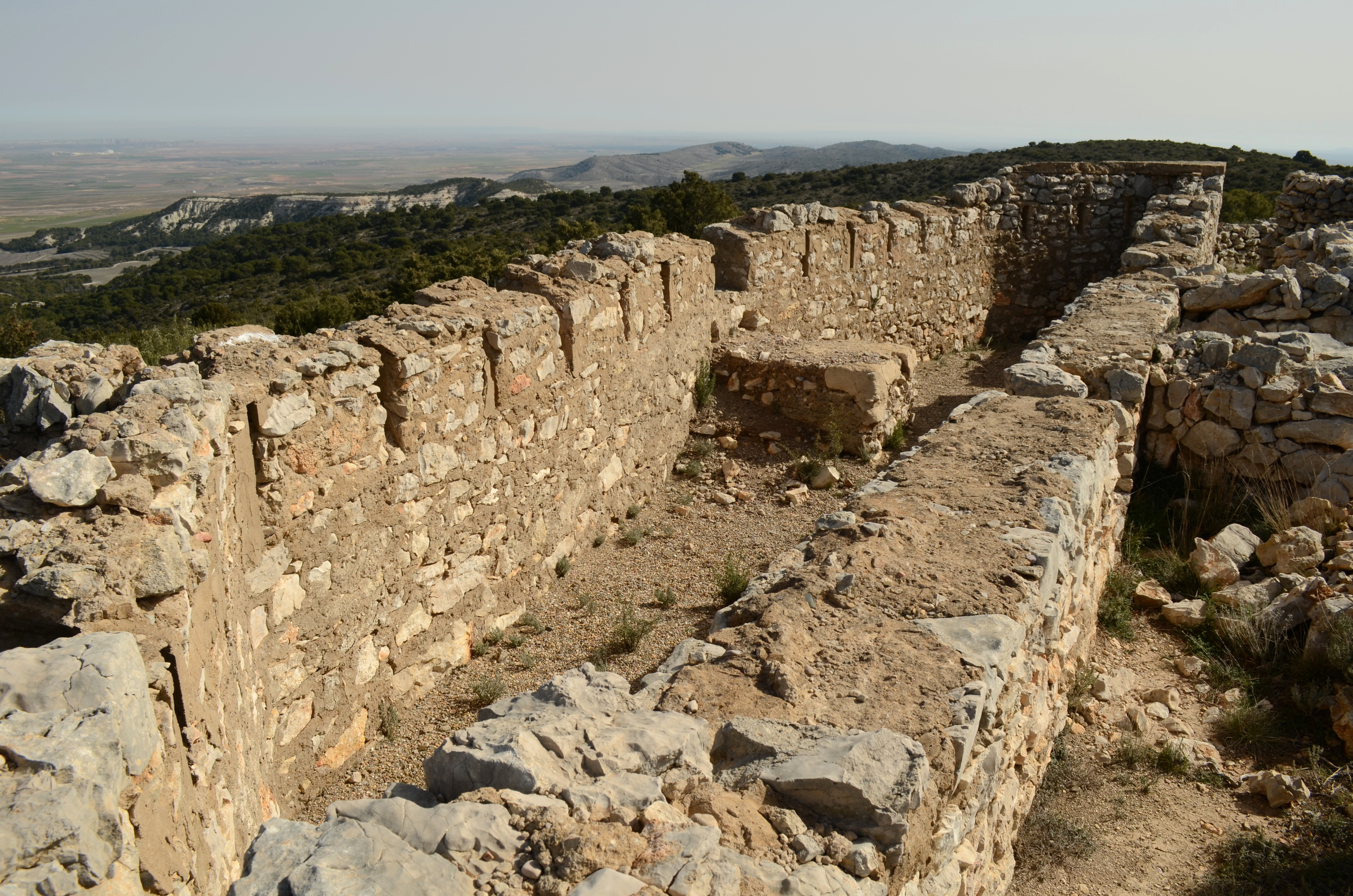
Ruinas en el Vértice de Sierra Gorda

### Vértice de Sierra Gorda
Al norte del pueblo hay restos de un puesto fortificado construido durante la guerra civil española por el ejército republicano. Desde allí se vigilaba la carretera a Belchite, y se controlaba la posición del ejército sublevado en el municipio contiguo de Jaulín, llamada Vértice Parapetos.

### Goya Street Art Museum
Es un espacio museístico en la villa natal del pintor. Las calles son las galerías, y las fachadas y puertas los lienzos en los que diferentes artistas han desarrollado sus obras.

## Fiestas
- El 30 de marzo se celebra el nacimiento de Goya.
- El 24 de agosto se celebra la fiesta de San Bartolomé.
- El último fin de semana de septiembre se celebra la Fiesta Goyesca.[9]

## Galería

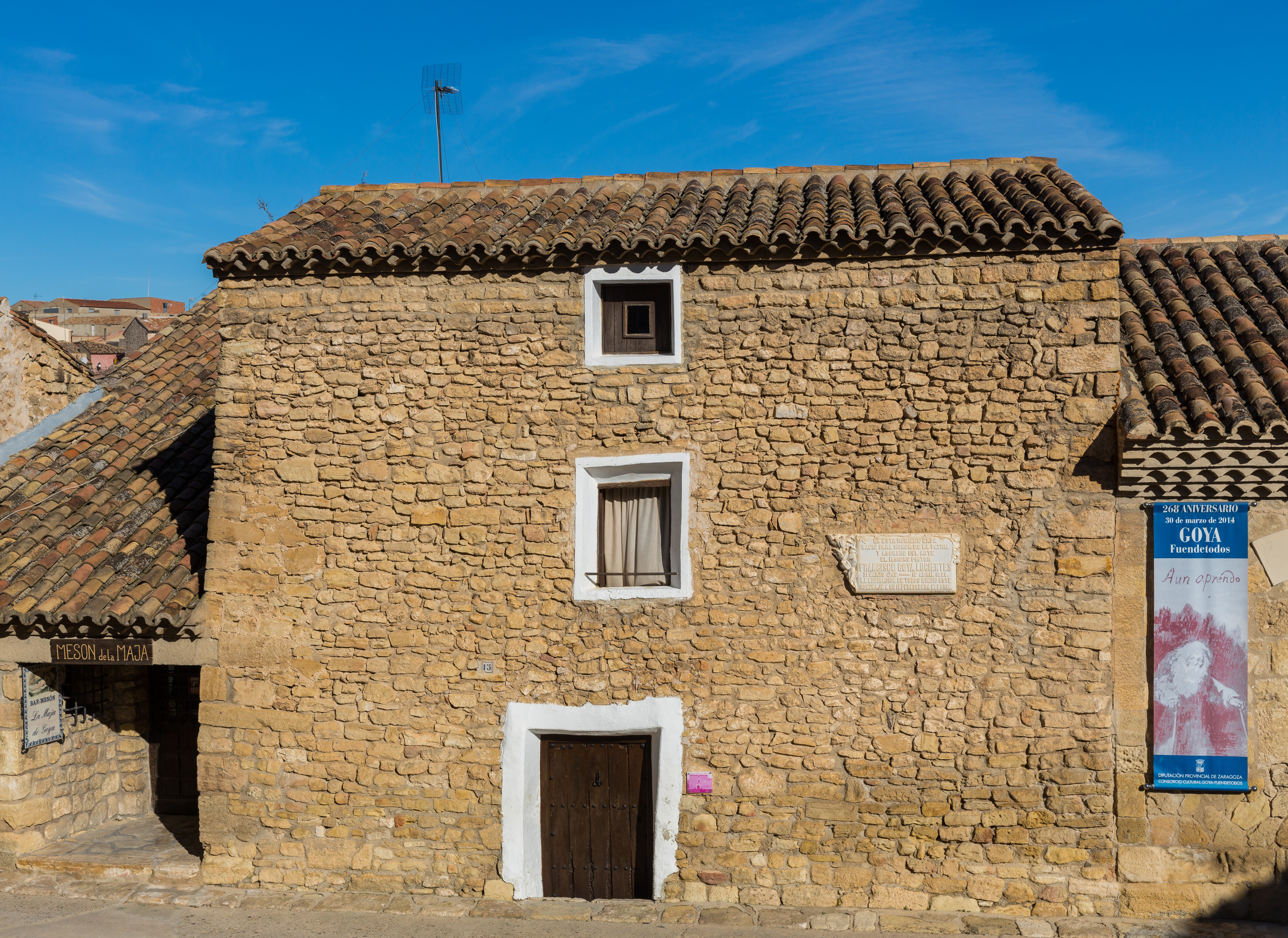
Fachada de la casa de Francisco de Goya.
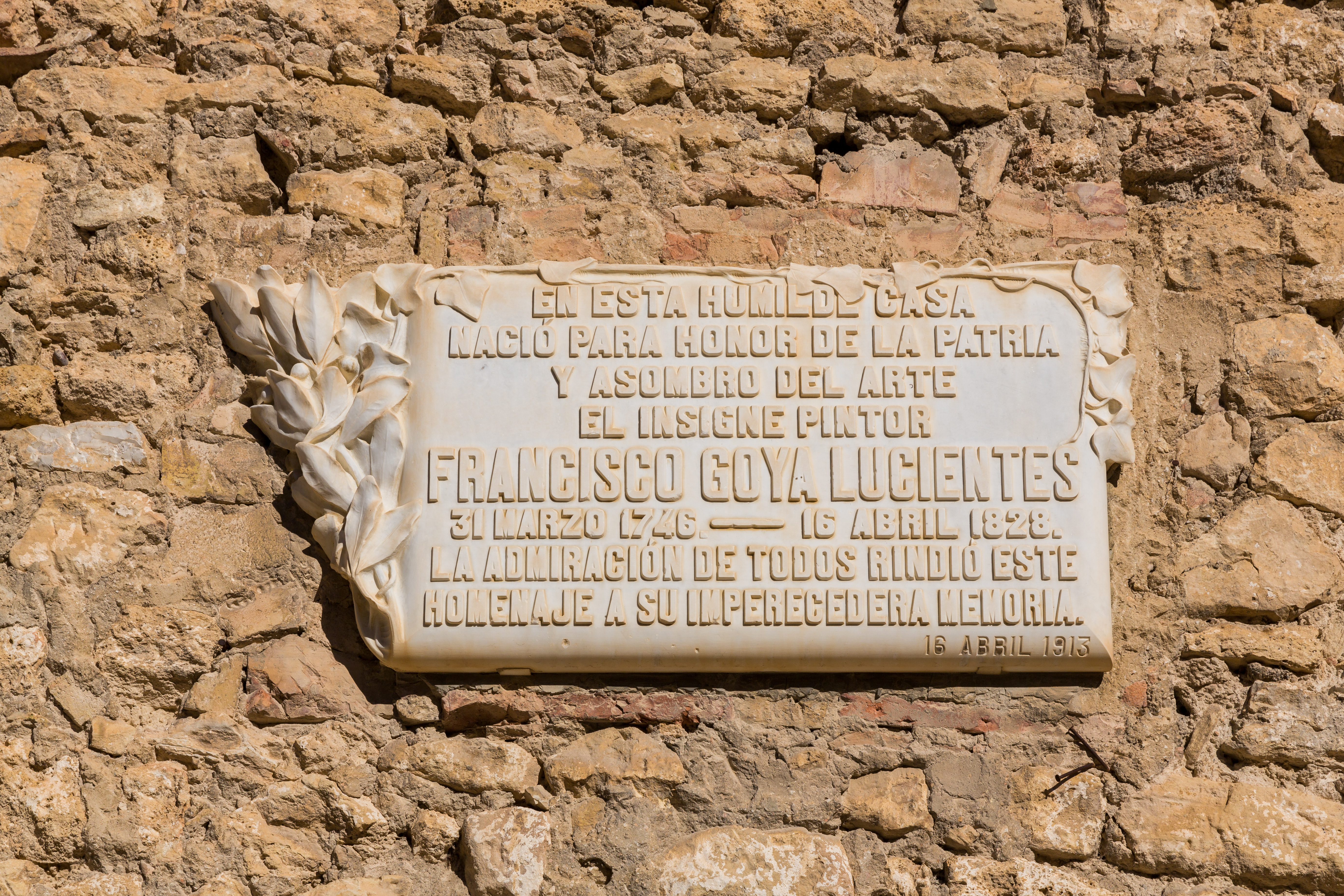
Placa informativa en la fachada.
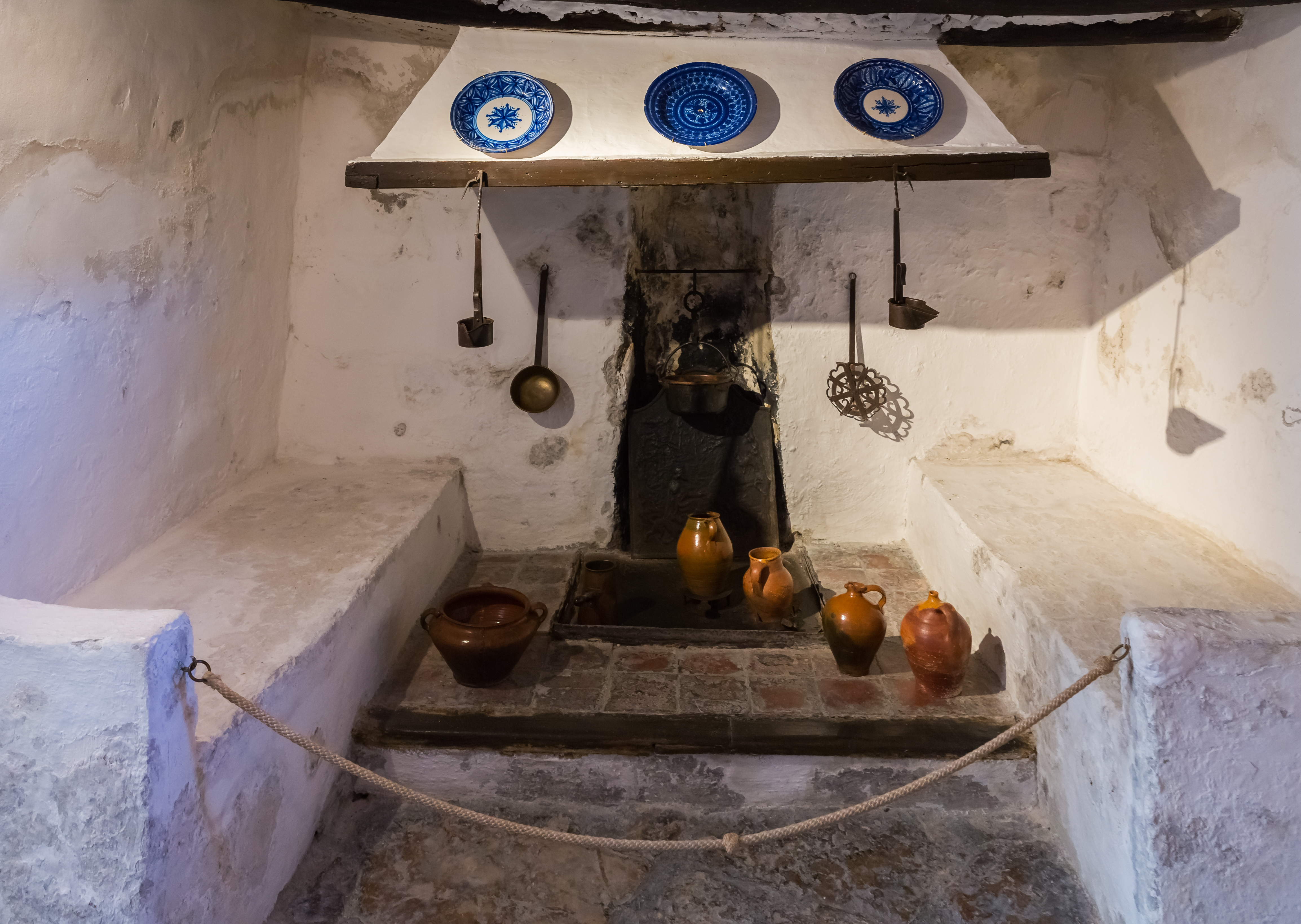
Vista de la cocina.
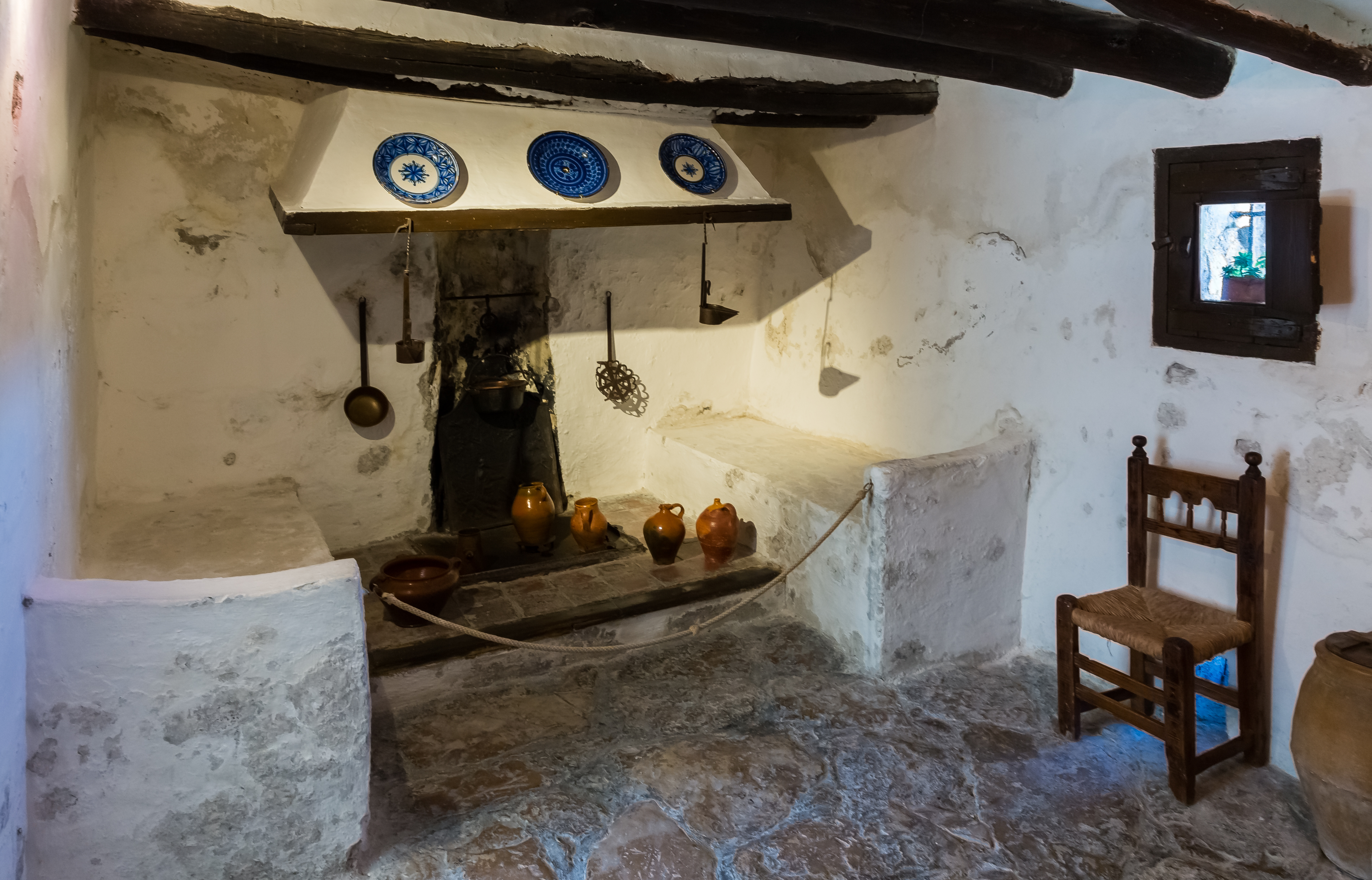
Vista de la cocina.
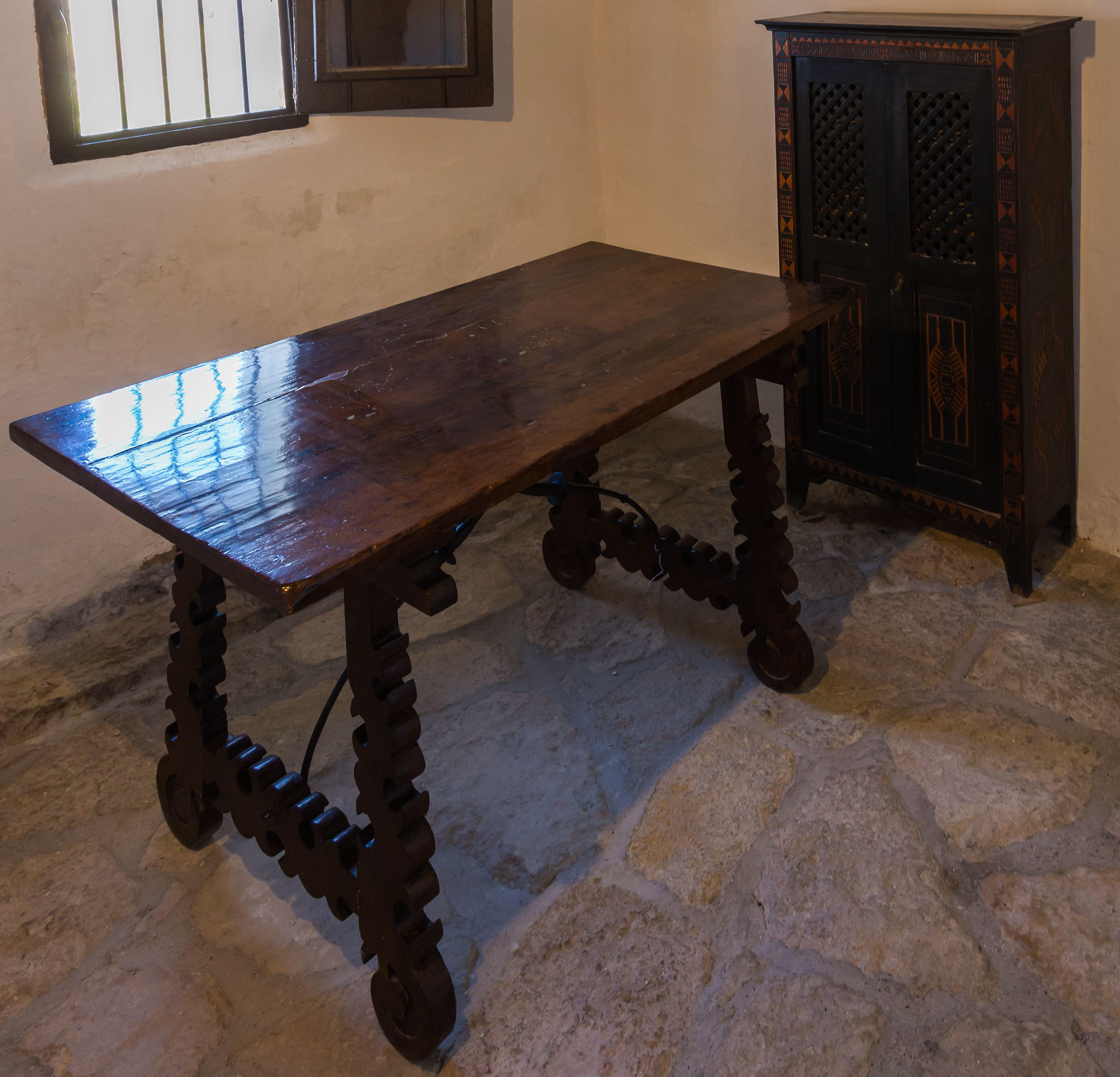
Salón.
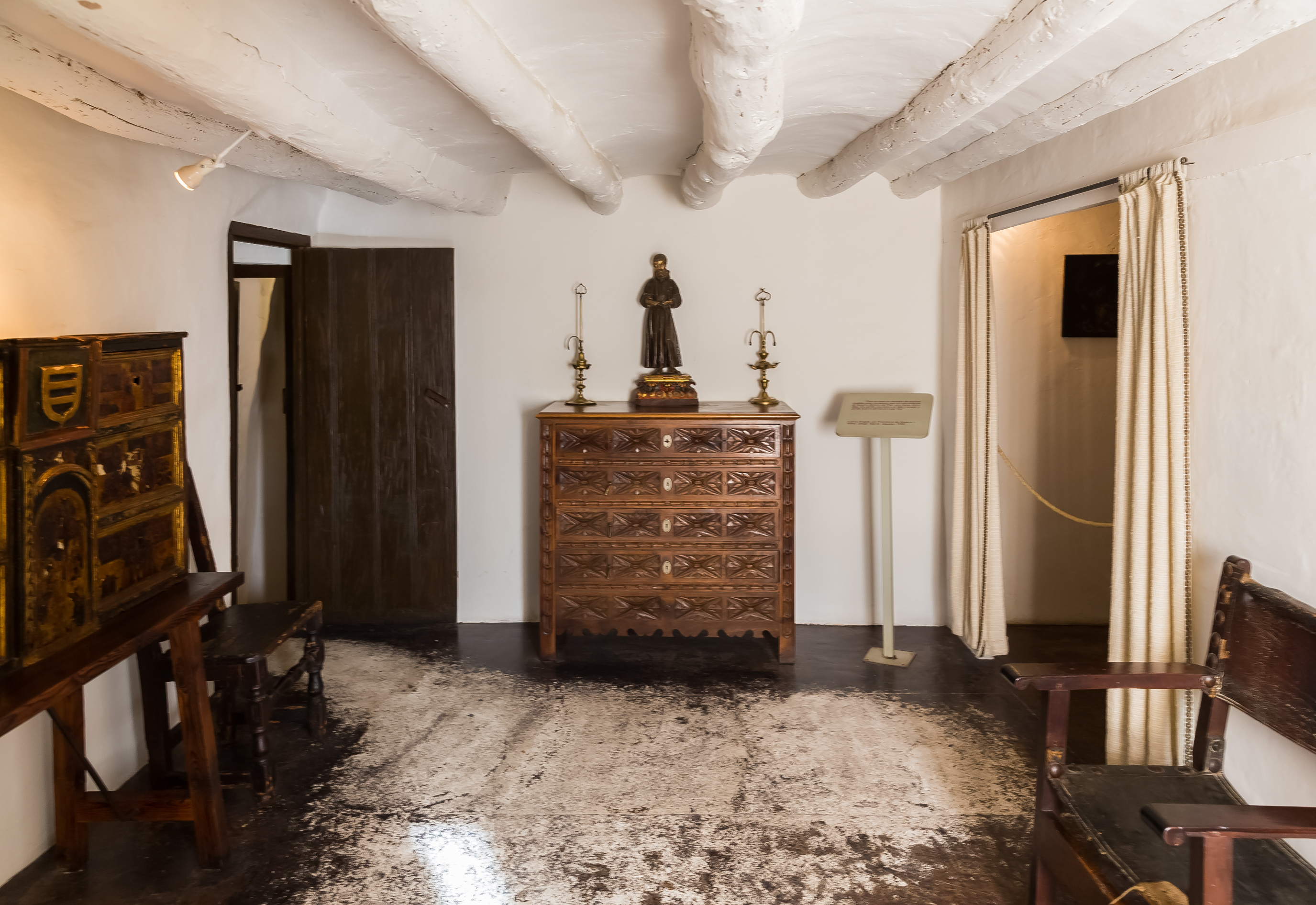
Escritorio en el salón.
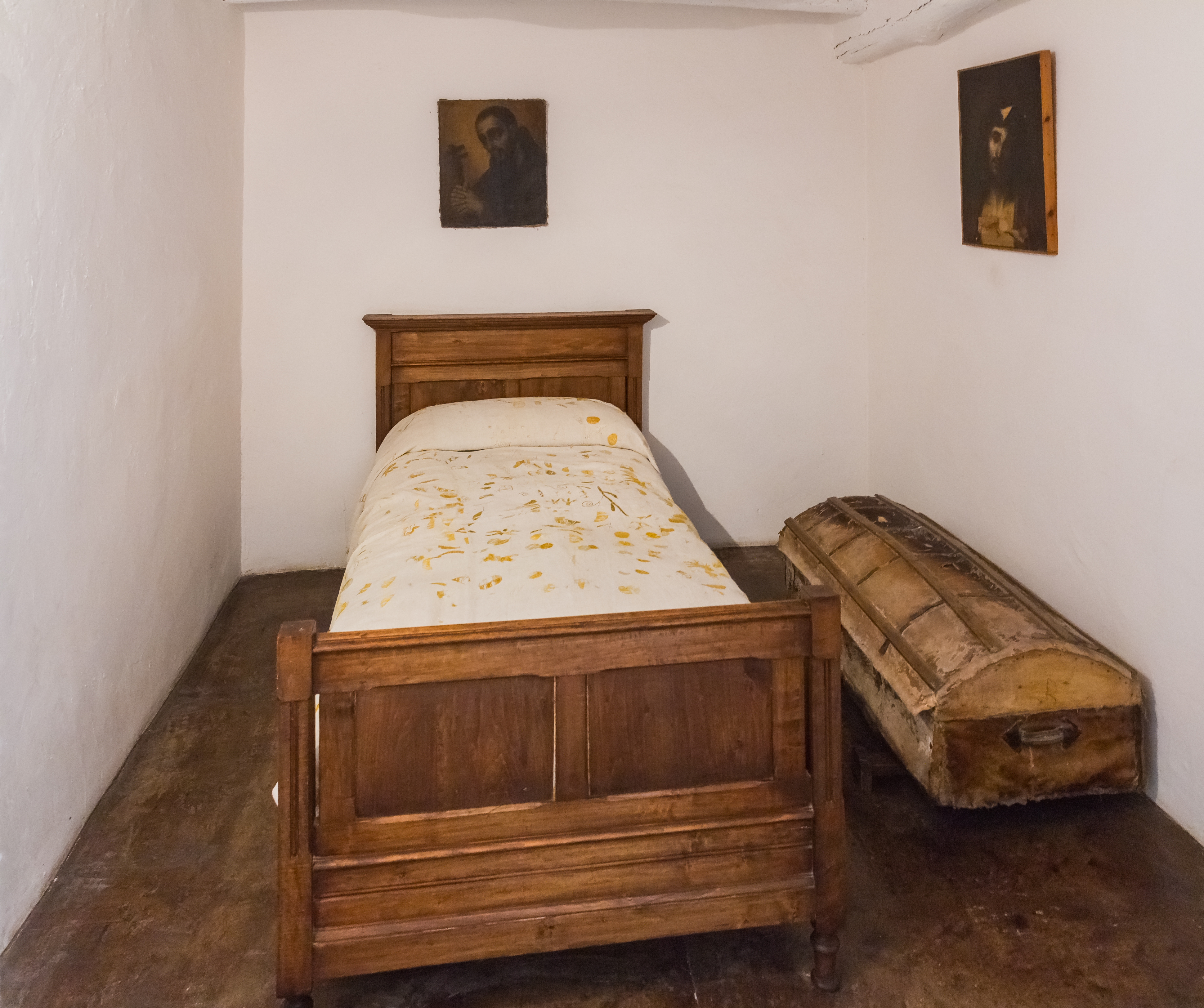
Dormitorio.
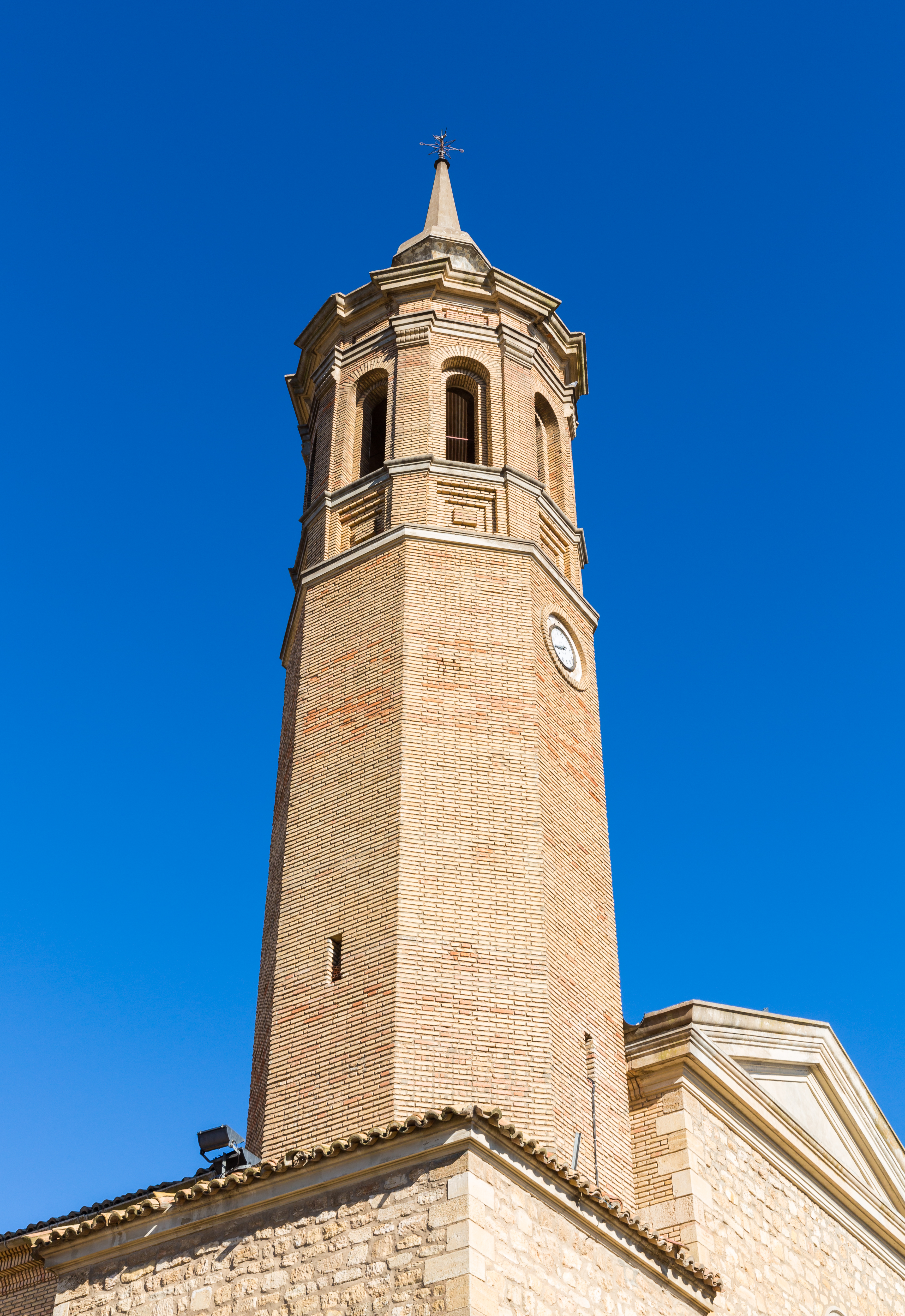
Torre de la iglesia de Nuestra Señora de la Asunción.
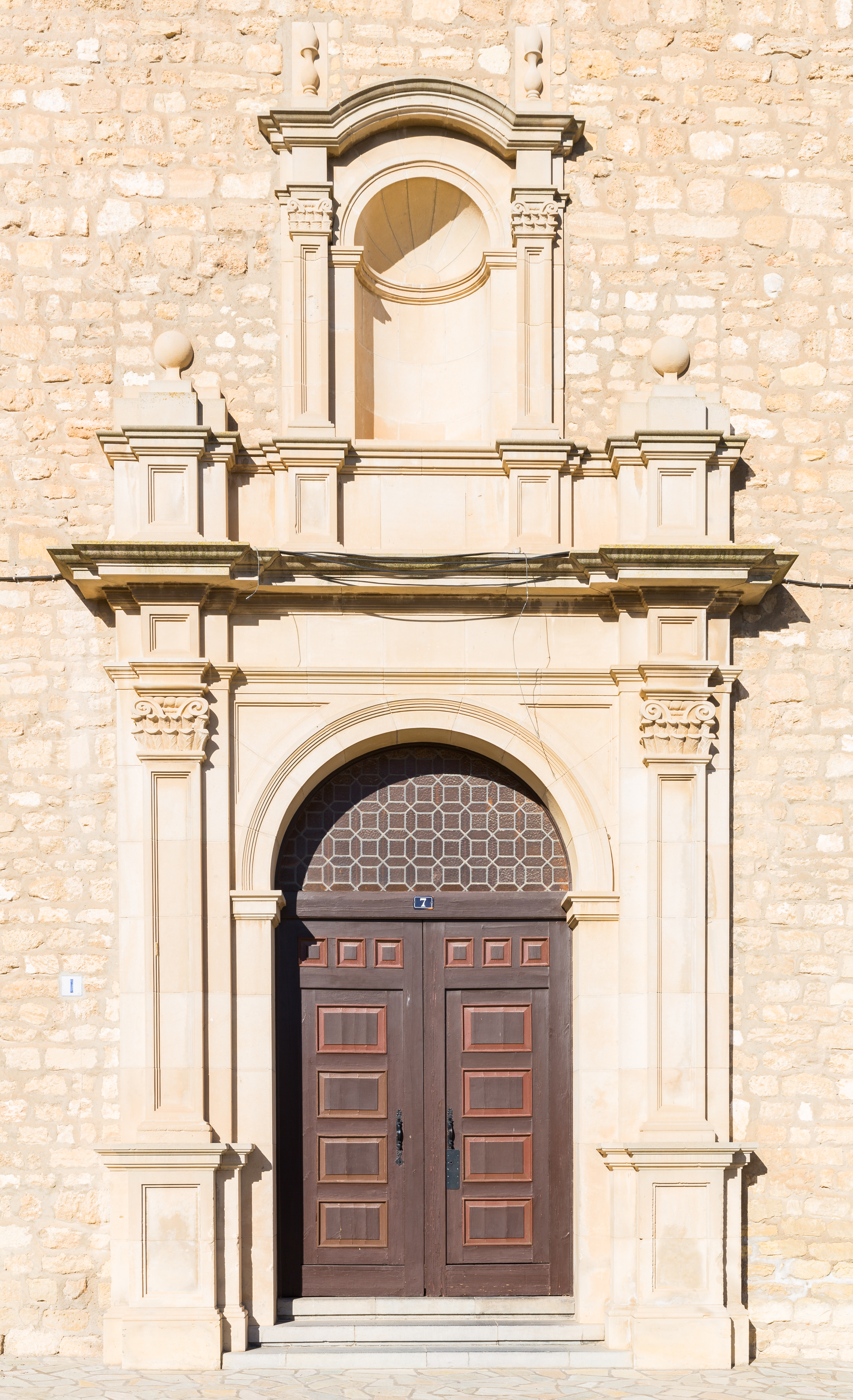
Entrada a la iglesia.
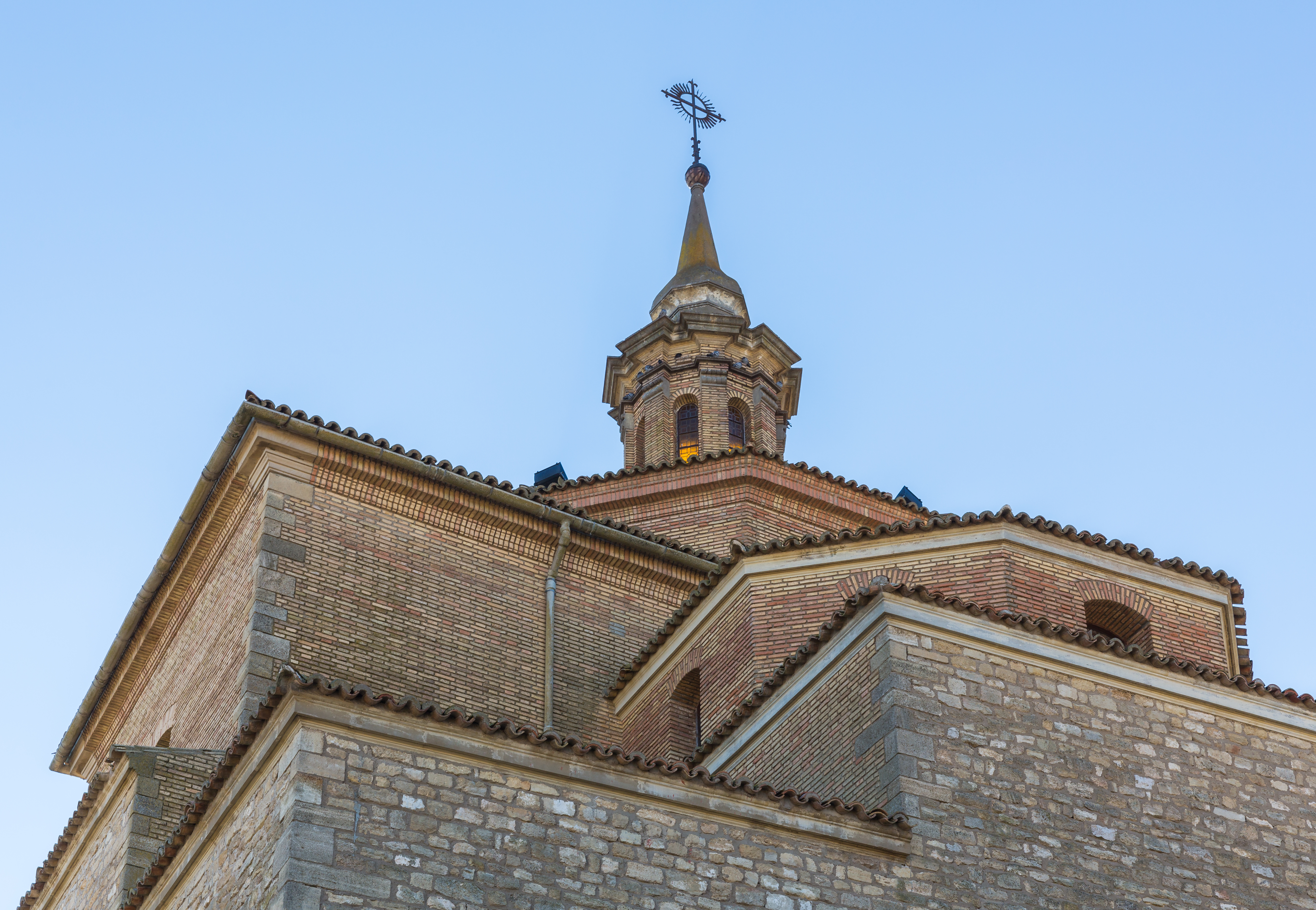
Vista exterior del templo.